# الطفرات الجينية لألوان الكوكاتيل

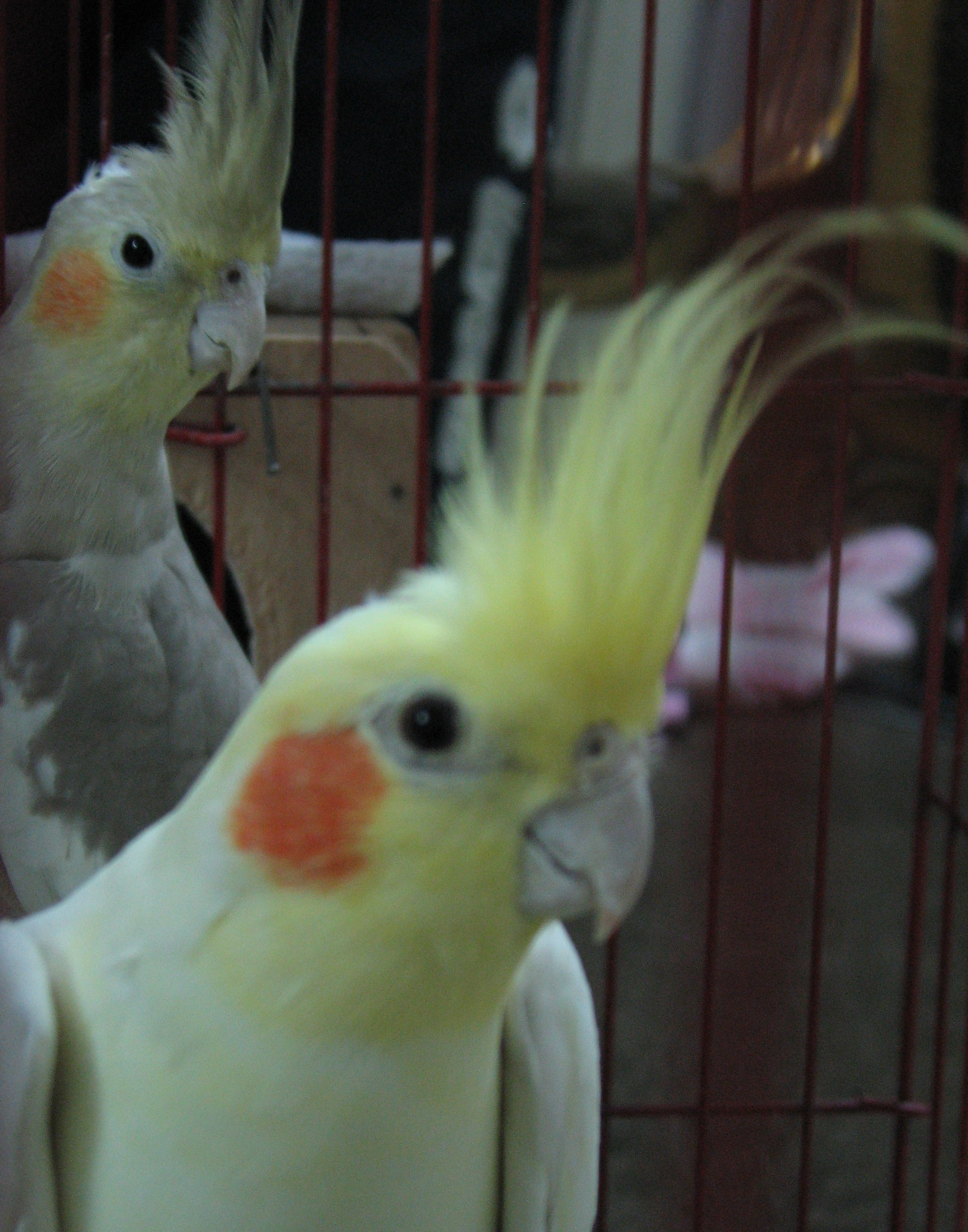
2 كوكاتيل الأول ذكر من نوع Lutino والثاني أنثى رمادي عادي.

انثى كوكاتيل pearl.

طائر الكوكاتيل أو الكروان، تم اكتشافه منذ قرون في قارة أستراليا، حيث يستوطن أراضي الادغال ويعيش في جماعات واسراب كبيرة بلونه الأصلي، إلا أن تربيته وتوليفه مع الإنسان، أدت إلى ظهور طفرات بألون مختلفة بين السائد والمتنحي.
ويبقى الطائر الرمادي أصل كل طفرات الألوان ويحمل جينات كل الطفرات بشكل متنحي.
وتتخصص دِراسة «الوراثة اللونيَّة» عند ببغاوات الكروان أو الكوكاتيل بوراثة الطفرات التي تتسببُ في ظُهورِ أنماطٍ لونيَّةٍ مُختلفةٍ لريش طائر الكروان أو الكوكاتيل.

## اللون الأصلي

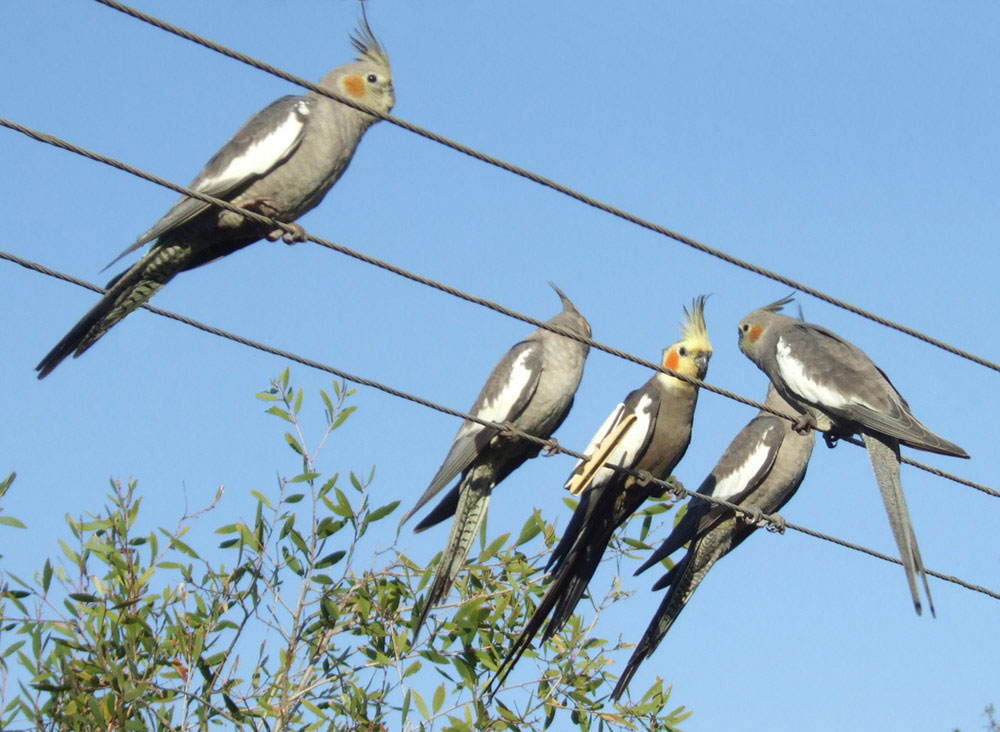
2 كوكاتيل البراري ذو اللون الرمادي الأصلي، في موطنه الأصلي بأستراليا

يعتبر اللون الرمادي العادي هو النوع الأصلي لطائر الكوكاتيل المعروف باسم الكوكاتيل الرمادي العادي أو كوكاتيل رمادي أصلي، ولكن عادة يحدث للجنين طفرات مما جعل الكوكاتيل أنواع كثيرة من الألوان، ويعتبر اللون الرمادي العادي، اللون الأم أو اللون الأصلي، أي لون كوكاتيل في البراري والطبيعة، وهو الذي تكون فيه الذكور ذات لون رمادي، مع وجود بعض من الريش الأبيض على جانبي الجناحين، ووجهه يكون أصفر مع بقعة برتقالية فاقعة على الخذين الأيمن والأيسر، أما الإناث فإنها تكون كثيرة الشبه بالذكور، إلا أنها تكون ذات وجه أصفر باهت والبقعة البرتقالية تكون باهتة.

## الطفرات غير الأصلية

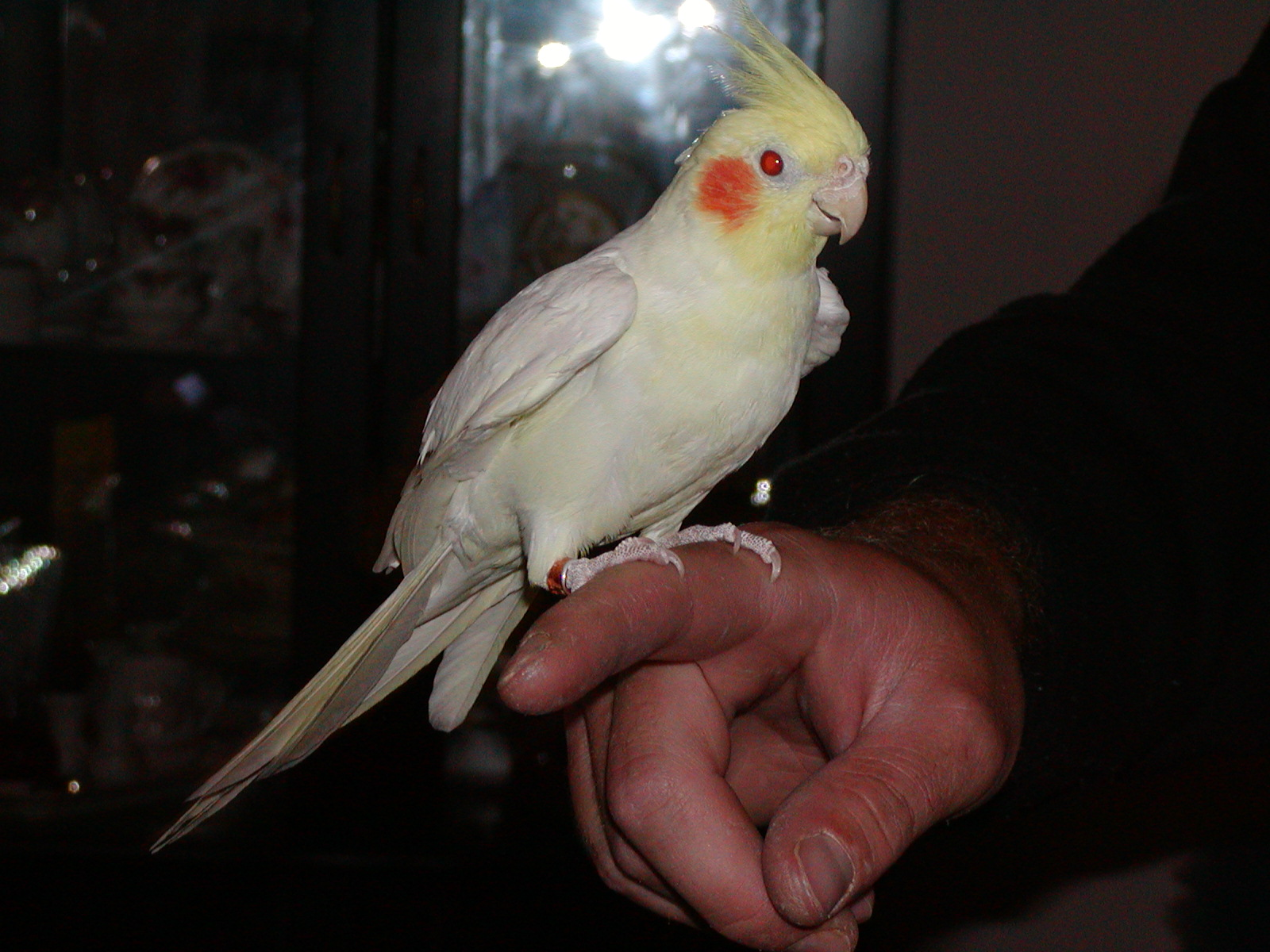
كوكاتيل أليف من نوع اللوتينو. لاحظ تنحي الصبغة الداكنة من لون الطائر، بما في ذلك المنقار والعينين والريش والقدمين والجلد والأظافر.

- كوكاتيل اللوتينو: في المعظم أصفر، مع أبيض درجته تكون أقرب إلى الأصفر والخد برتقالي اللون فاقع يميل إلى الأحمر.
- Pearl: يكون ريشه مبرقش رمادي واصفر.
- كوكاتيل رمادي مزركش pieds: يشبه كوكاتيل اللوتينو ولكن مع بقع رمادي بأي درجة على الجناح.
- Pearly pied: يشبه pearly ولكن مبرقش على الجناح فقط أما باقي أنحاء الجسم فهي صفراء.
- Yellow-cheeks: ذلك النوع يكون من الذكور فقط وهو يشبه Lutino، يملك وجه اصفر وخدود ذهبية.
- Pastel: يكون من الذكور فقط، يشبه Lutino، يملك وجه اصفر وخدود بلون المشمش.
- كوكاتيل قرفي (بالإنجليزية: Cinnamon): هو قريب الشبه جداً بالرمادي العادي ولكن مع بعض المناطق البنية، وقد تسمى ذلك النوع بالقرفة نسبة إلى لون القرفة، وعادة ذكور القرفة تملك وجه اصفر مشرق يعرف بالقناع، وخدود برتقالي مشرقة، ونوع القرفة عادة ذيله يكون مزيج من ألوان الأصفر والأبيض.[1]
- Fallows: يشبه Lutino ولكن لون جسمه شاحب جداً، ملئ بألوان القرفة مع الأصفر، ويكون وجهه اصفر، وعيونه حمراء.[2]
- الزيتوني (Olive): يشبه Lutino ولكن لون جسمه مائل للأخضر والرمادي.[3]
- كوكاتيل أمهق (ألبينو): نوع نادر، وهو ككل الحيوانات والطيور يحدث للطائر طفرة؛ فلا تتكون عنده أي أصباغ مما يجعله ذو لون أبيض شاهق ولا يملك أي بقع على أذنه كما أن عيونه تكون حمراء فهو لا يملك أي صبغة.[4]
- كوكاتيل أبيض الوجه: كوكاتيل ذو وجه أبيض، دون البقعة البرتقالية، (بالإنجليزية White-faced cockatiel أو White-faced cockatiel)[5][6]هي طفرة لونية ظهرت لأول مرة في الكوكاتيل المنزلي الأليف سنة 1964.[7] يتميز بغياب اللون الأصفر من الريش والبقعة البرتقالية على الخدين.

## احتمالات مستقبلية
في الوقت الراهن يركز المربون المحترفون على الطفرات اللونية على فقدان أو تقليل الميلانين (صبغة داكنة).
ومن الممكن أيضًَا ان تكون الصبغة الخضراء موجودة لدى الكوكاتيل الطبيعي، كما يبدو من خلال ظهور اللون الأخضر الزيتوني في بعض المناطق بجسم الطائر، غير انه من المؤكد ان التجريب المستمر في طرق التوريث الجيني سوف يحقق بعض النتائج المذهلة في المستقبل.
ومن المحتمل جداً على المدى البعيد أن يؤدي تركيز الصبغة مستقبلاً، إلى إنتاج طائر ذو ريش أسود إلى حد ما دون بقعة برتقالية بصفات «كوكاتيل أبيض الوجه» الذي يتميز بغياب البقعة البرتقالية (مما سيطرح إشكالية التسمية المعتدة «كوكاتيل أبيض الوجه» White-faced cockatiel عندما سيظهر طائر من نفس النوع والصفات الوراثية المتميز بغياب البقعة البرتقالية من الخدين ولكن بريش أسود).

## معرض صور

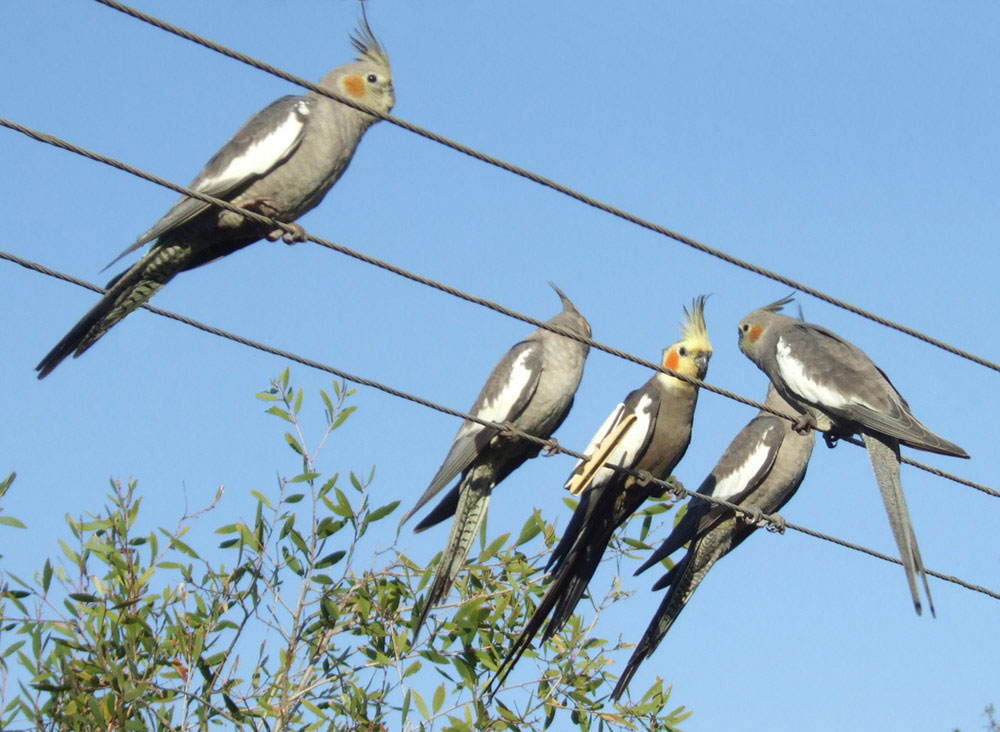
كوكاتيل البرية في قارة أستراليا
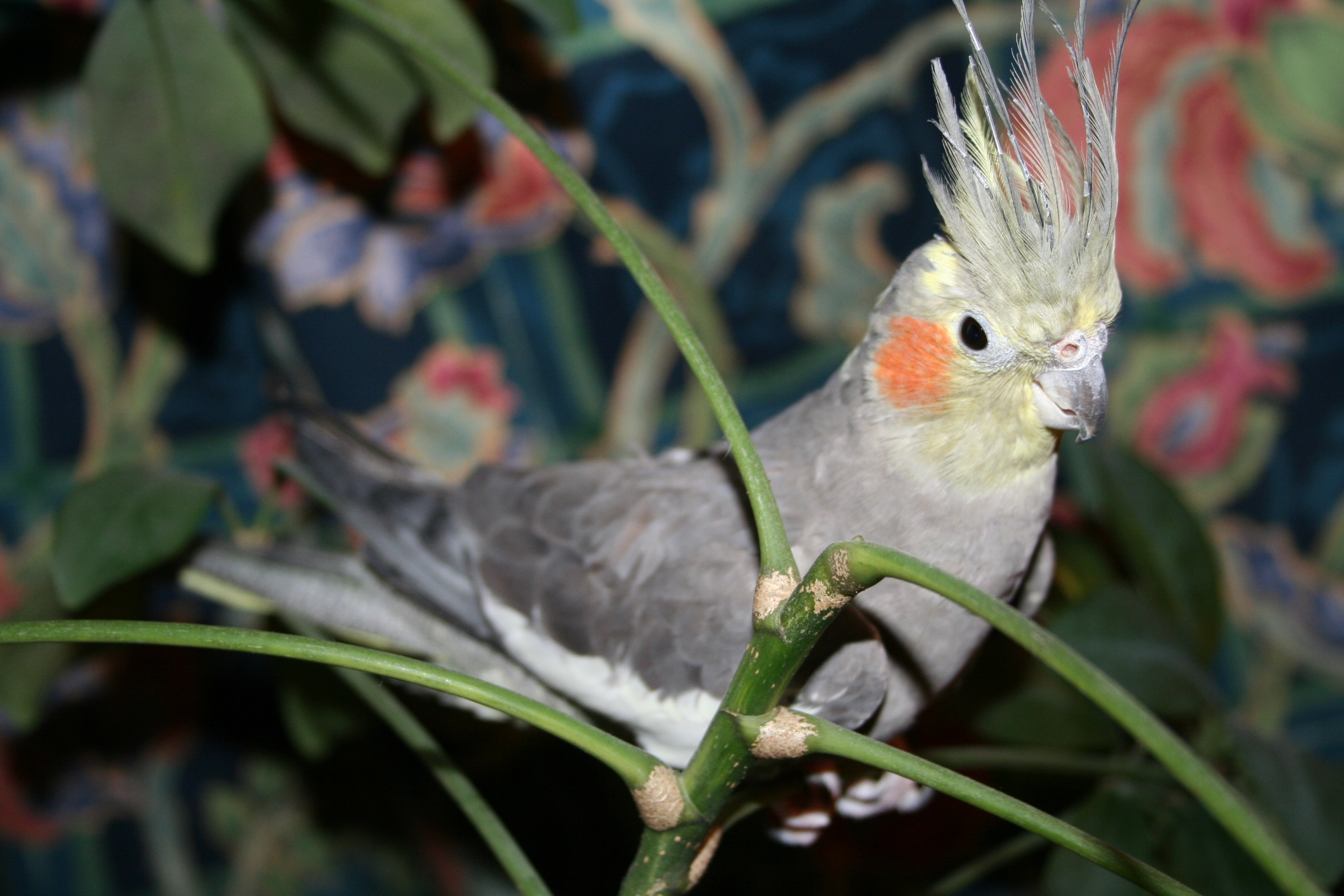
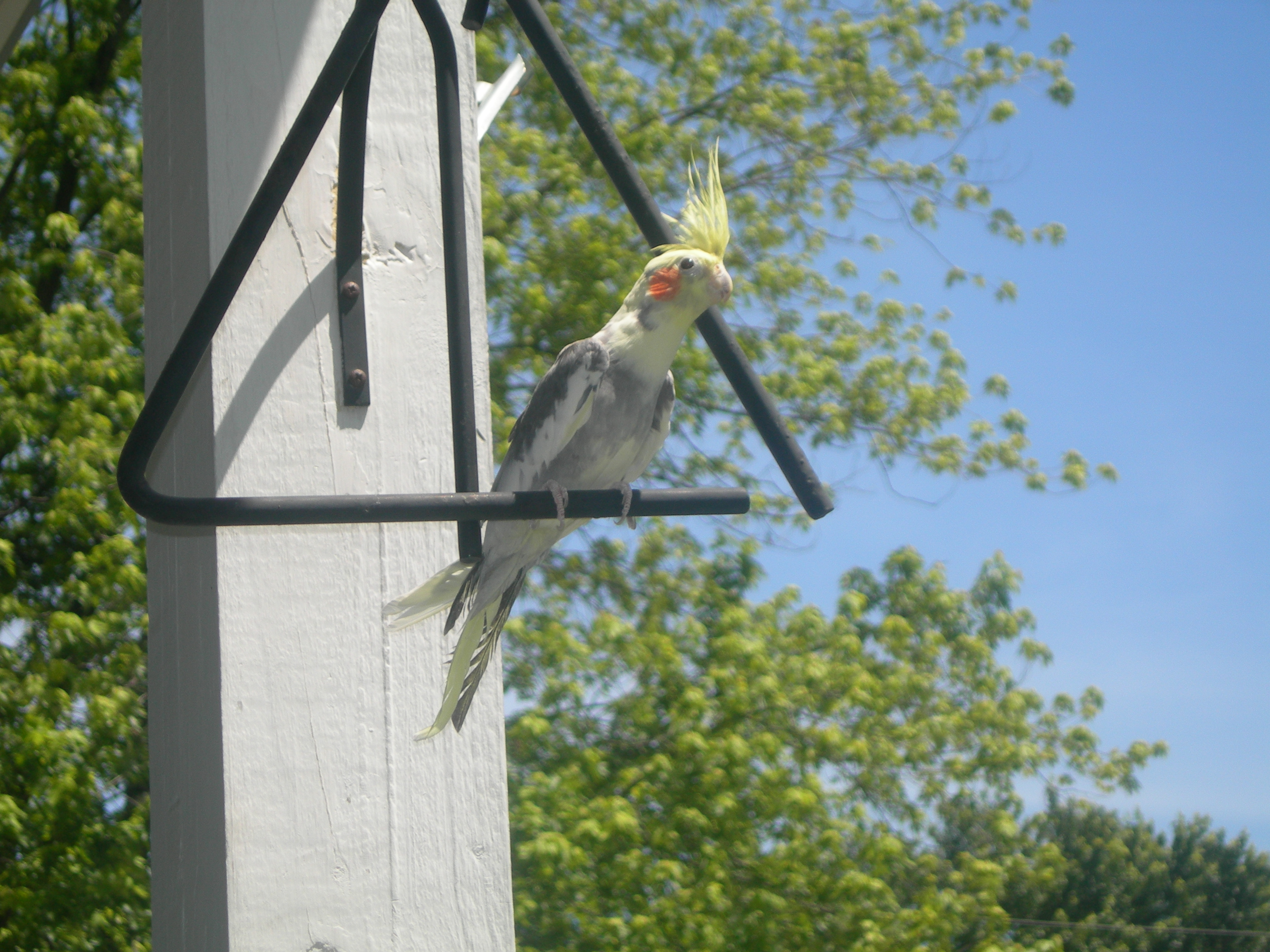
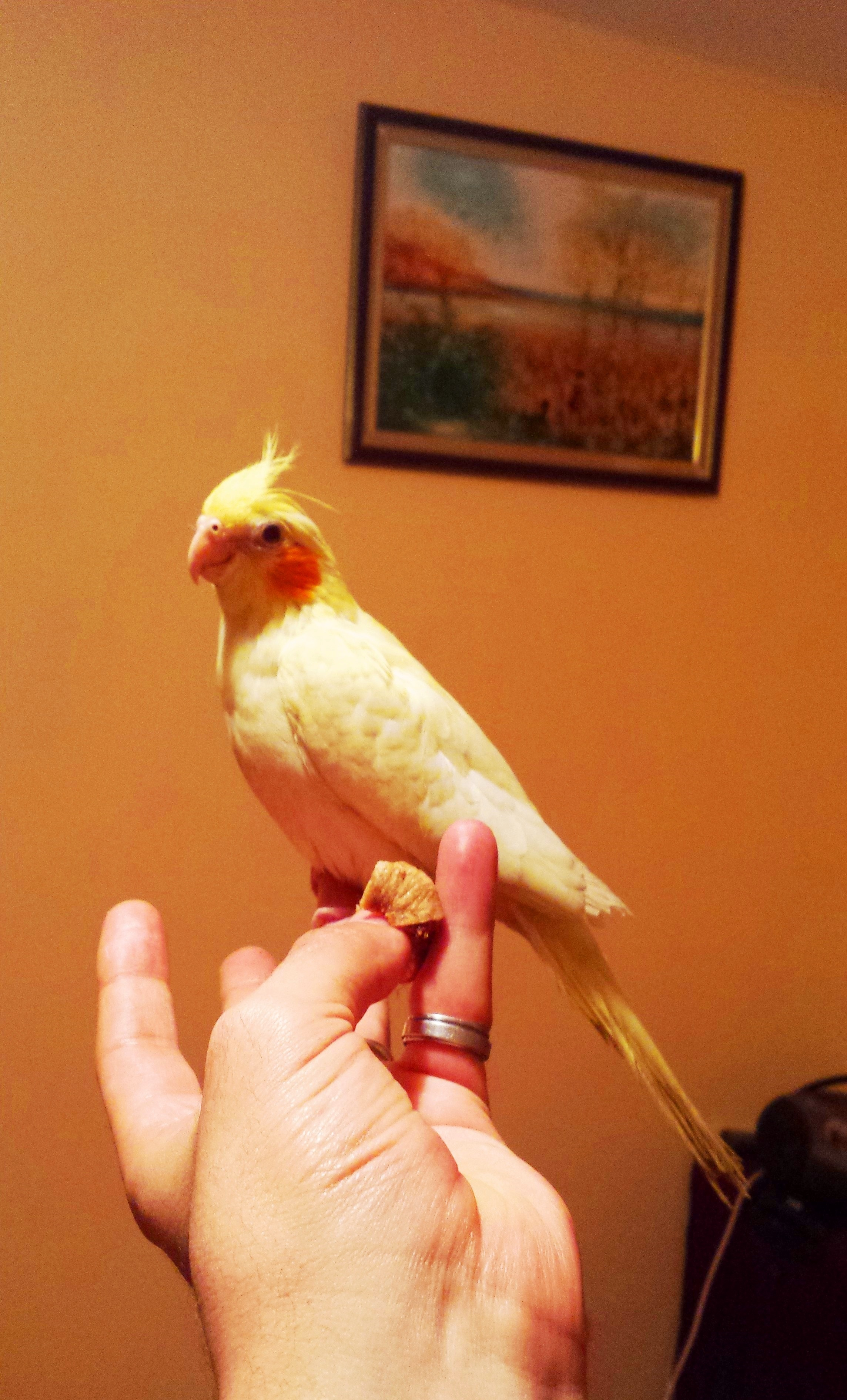
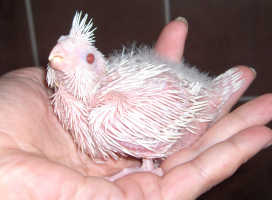
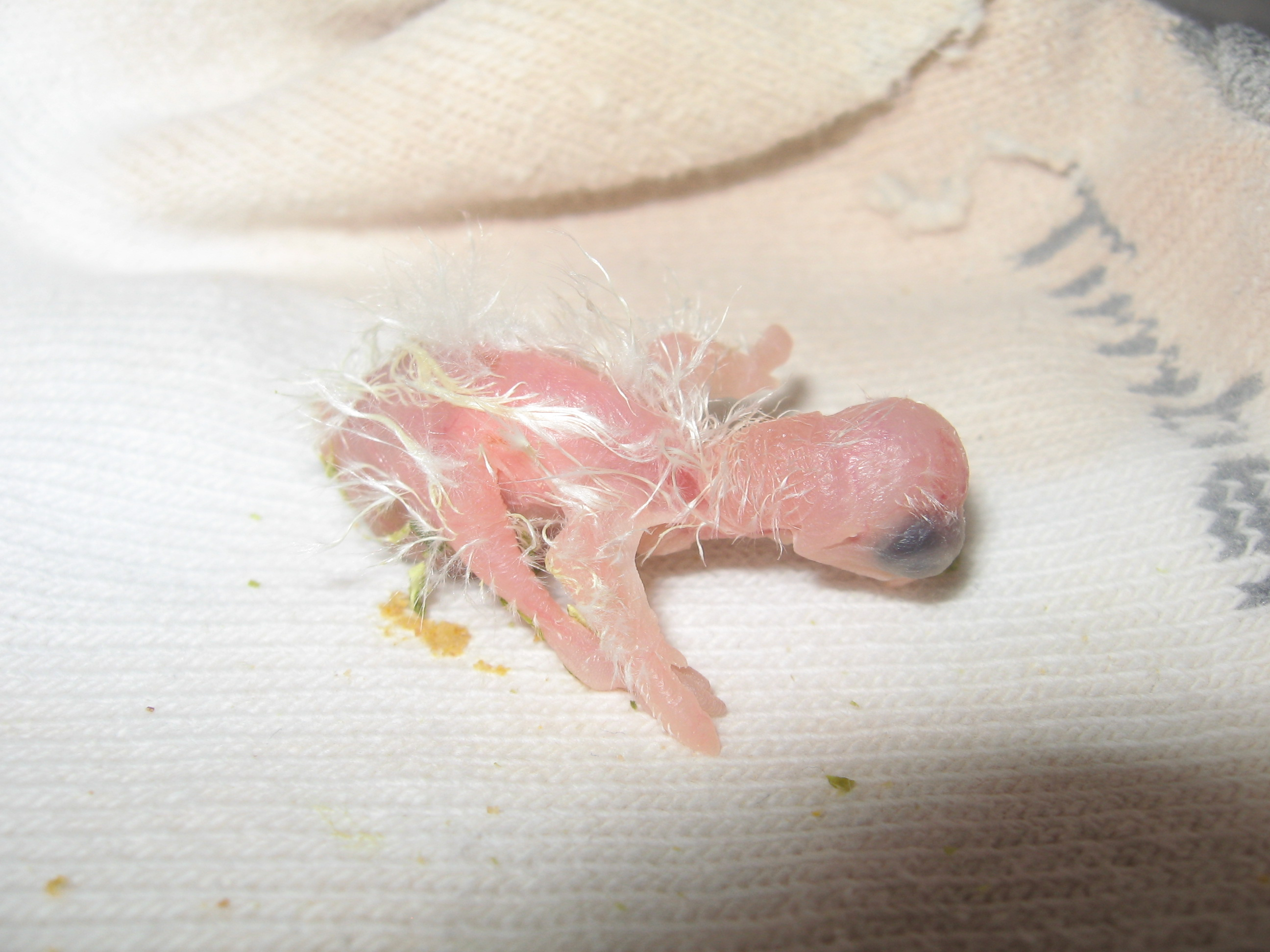
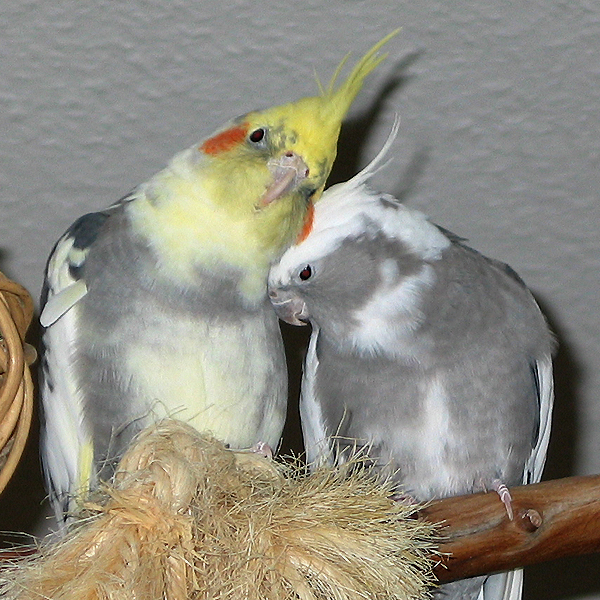
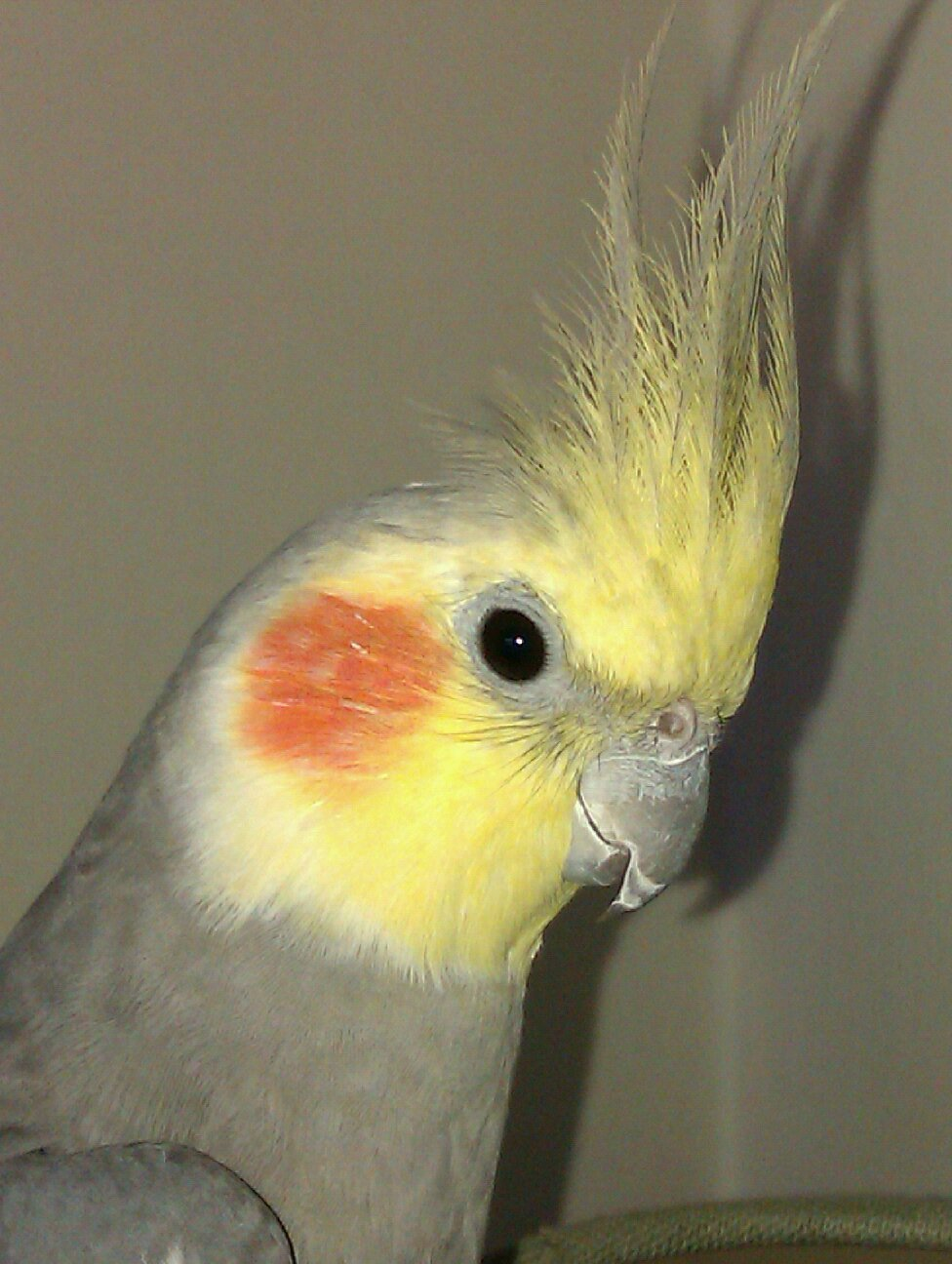
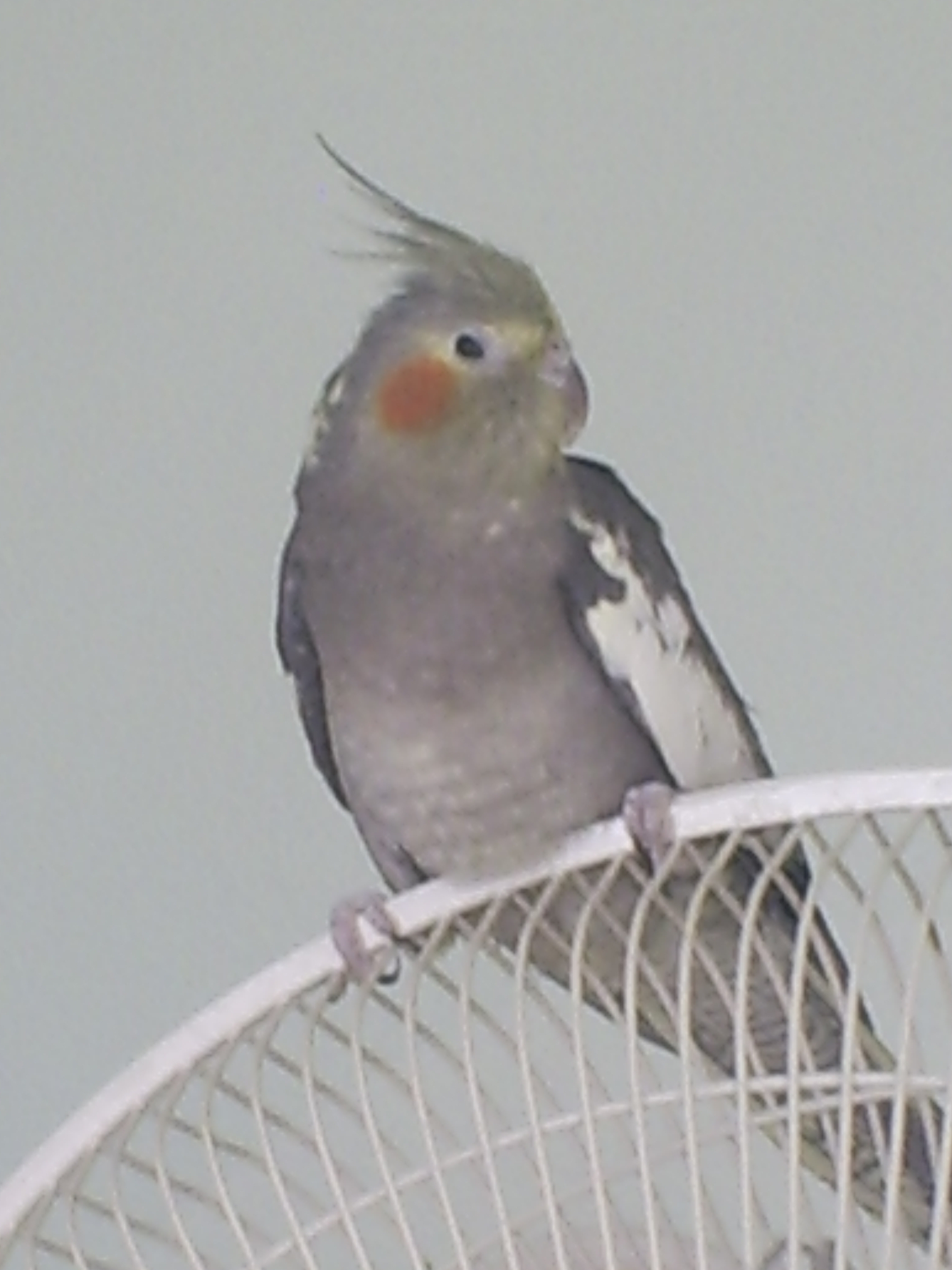
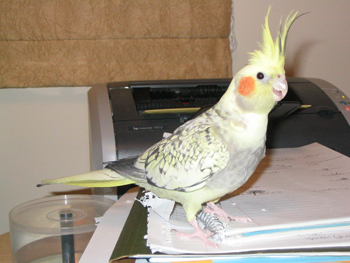
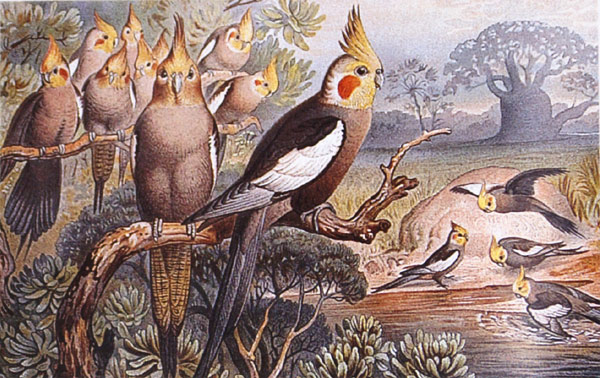
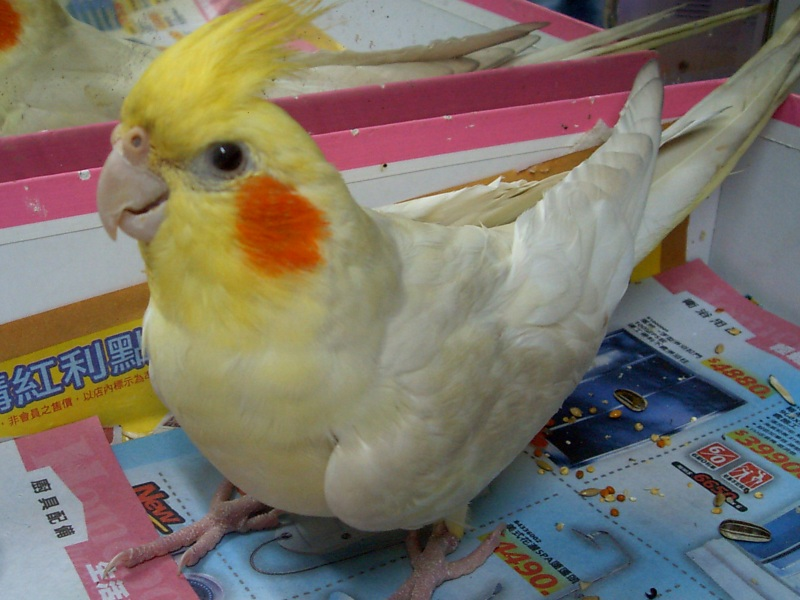
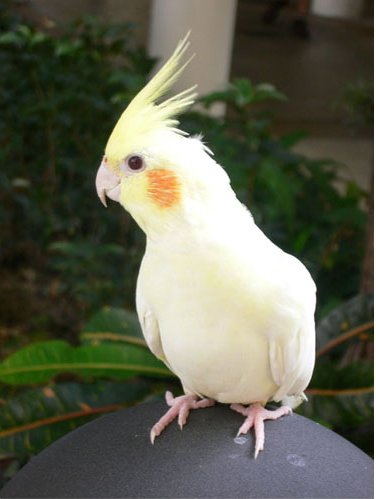
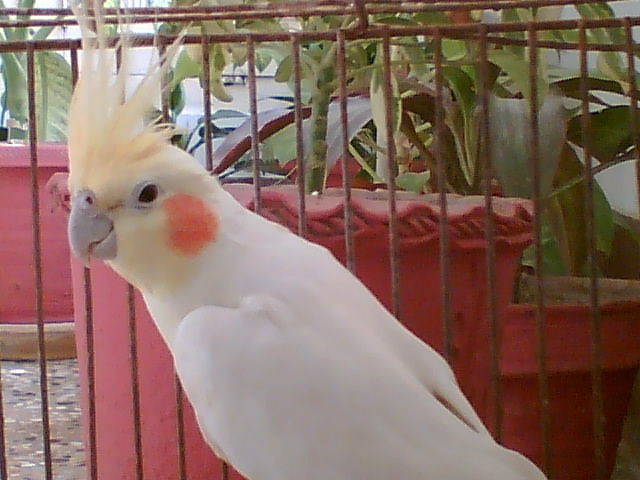

## الصوت
نفس صفات التغريدة لنفس النوع (كل الطفرات الجينية اللونية لها نفس التغريدة)

## وصلات خارجية
- Martin Rasek's cockatiel genetic calculator
- Inte Onsman's MUTAVI Research & Advice Group
- National Cockatiel Society
- منتدى الكناري